# Xanthe et Balios
Pour les articles homonymes, voir Xanthe.

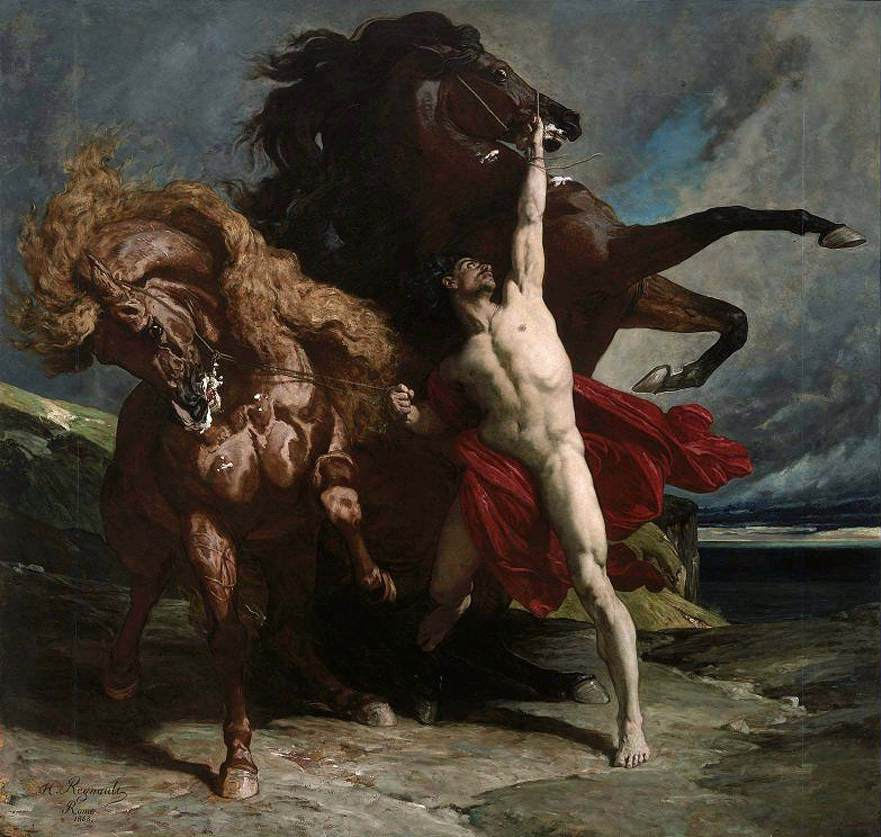
Automédon ramenant les coursiers d'Achille des bords du Scamandre par Henri Regnault, 1868, musée d'Orsay.

Xanthe ou Xanthos (en grec ancien Ξανθός / Xanthós, « blond ») et Balios (Βαλιός / Baliós, « tacheté ») sont deux chevaux divins, fils de Zéphyr et Podarge ou Titans métamorphosés, qui tirent le char d'Achille dans la mythologie grecque.
Immortels, ils sont menés par Automédon et au service d'Achille pendant la guerre de Troie.
Dans l’Iliade, Héra accorde le don de parole à Xanthos, qui annonce la mort prochaine du héros.
Vraisemblablement issus tout comme les deux chevaux du char de Cúchulainn de thèmes communs aux Indo-Européens, ils possèdent également des rapports étroits avec le vent et l'eau.

## Étymologie
Le nom de ces chevaux renvoie à leur robe : Xanthe est littéralement « le blond » ou « l'alezan », et Balios « le tacheté » ou « le moucheté ».

## Mythe

### Naissance

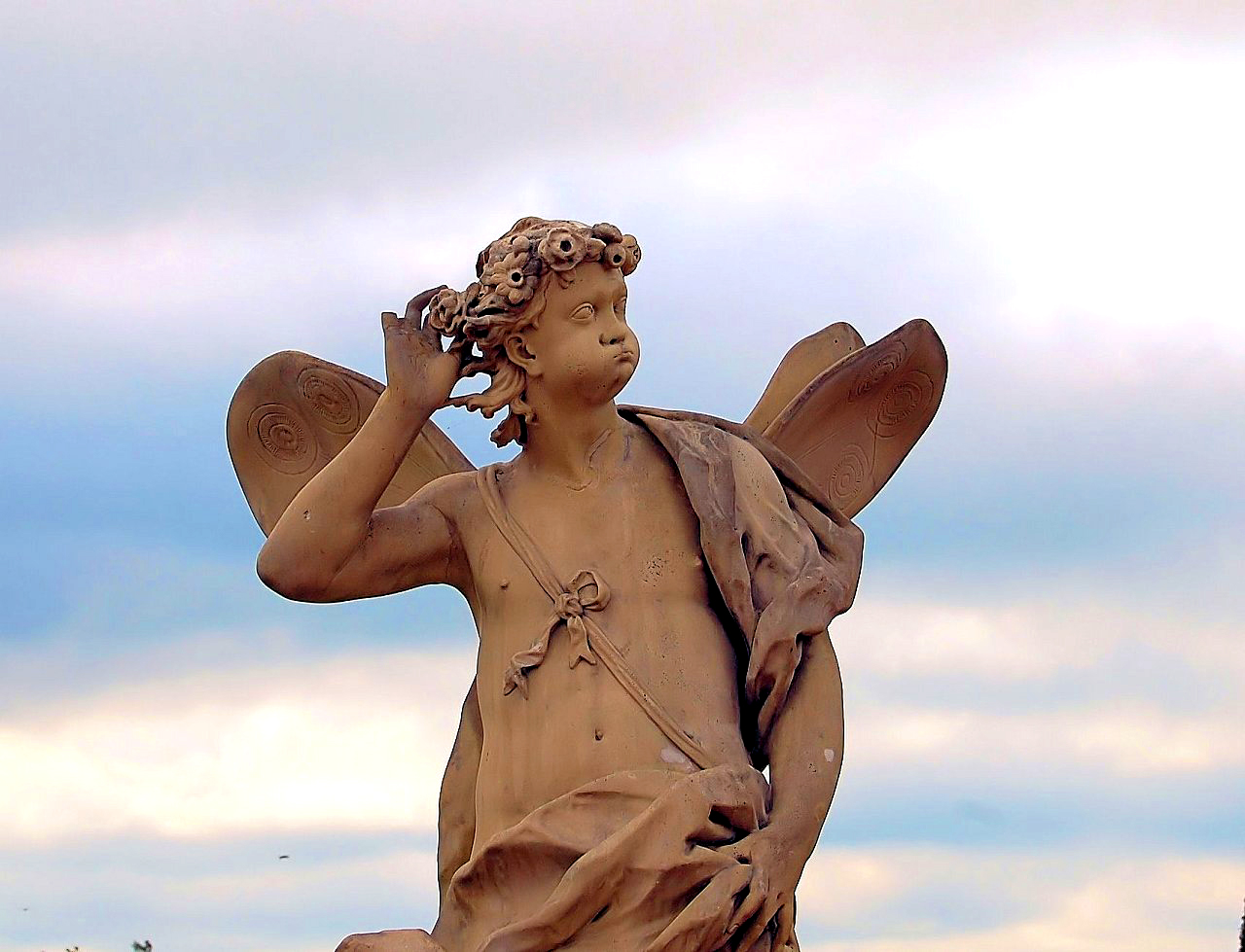
Zéphyr, personnification du vent et père de Xanthe et Balios.

Selon l'Iliade d'Homère, ces deux chevaux sont les enfants de Zéphyr le vent et de Podarge (« pied léger ») la harpie, alors métamorphosée en jument : 

« La harpie Podargè les a enfantés pour le fleuve Zéphyre, alors qu'elle paissait dans une prairie près du fleuve Okéanos »

— Homère, Iliade, XVI, 145-151.
D'après une autre tradition rapportée par Diodore, Xanthe et Balios ne sont pas les fils de Zéphyr et de Podarge mais deux Titans ayant choisi de déserter le camp de Cronos pour lutter aux côtés des Olympiens lors de la Titanomachie, l'un (Balios) comme compagnon de Zeus, l'autre (Xanthe) de Poséidon. Mais ayant honte de leur trahison vis-à-vis de leurs frères, ils auraient demandé aux dieux, durant la bataille, de modifier leur apparence physique, d'où leur métamorphose durable en chevaux et le fait qu'ils soient restés, sous cette nouvelle apparence, doués de l'usage de la parole et du don de prophétie. Selon Ptolémée Chennos, ce n'est pas durant la Titanomachie mais pendant la Gigantomachie que les faits se sont produits[réf. nécessaire].

### Castor et Pollux
Dans les arts, ils sont souvent représentés en compagnie de Castor et Pollux. 

### Pélée
Dans Homère (Iliade), nous trouvons trois versions légèrement différentes. Dans les trois cas, les chevaux sont immortels et sont offerts à Pélée :
- Ils sont donnés par « les dieux » : Iliade, XVI, 867 : Après la mort de Patrocle (à qui Achille avait prêté ses chevaux), le cocher Automédon fuit Hector « avec ses immortels et prompts coursiers, présents superbes des dieux à Pélée ». Automédon est le cocher d'Achille.
- Ils sont donnés par Zeus : Iliade, XVII, 443-444 : Zeus se lamente sur le sort des deux chevaux : « Ah ! malheureux ! pourquoi vous ai-je donnés à Pélée (Un mortel !), vous que l'âge ni la mort ne peut atteindre ? Est-ce pour que vous partagiez les souffrances des hommes ? »
- Ils sont donnés par Poséidon : Iliade, XXIII, 276-278 : Achille : « Vous savez combien mes chevaux sont plus forts que les autres, puisqu'ils sont immortels et qu'ils me viennent de Pélée, mon père les ayant reçus de Poséidon lui-même. ».

Le Pseudo-Apollodore (Bibl., III, 13, §5) reprendra la troisième version : « Poséidon lui fit présent des deux chevaux Balios et Xanthos, qui étaient immortels. ». Ils sont offerts comme cadeau de mariage.
Pélée les confiera à son fils Achille lorsque ce dernier partira pour la guerre de Troie.

### Achille

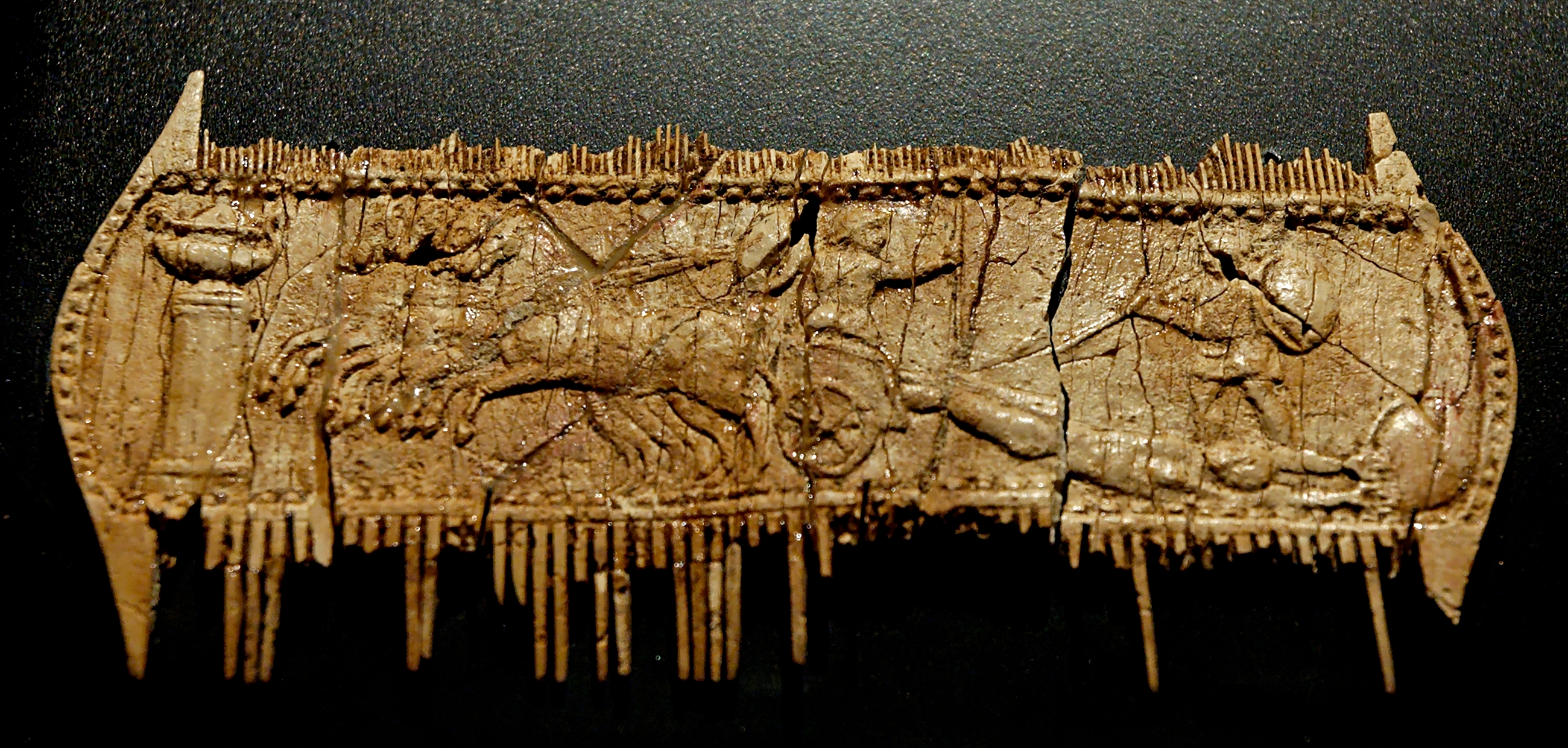
Achille traînant le corps d'Hector derrière son char, peigne en os trouvé à Oria, deuxième moitié du Ier siècle avant notre ère, musée national archéologique de Tarente.

Pendant la guerre de Troie, ils tirent le char d'Achille sous la conduite du cocher Automédon, leurs prouesses sont mentionnés plusieurs fois. Refusant de retourner au combat, Achille les confie à Patrocle mais celui-ci est tué par Hector, Automédon les écarte du combat, mais les deux chevaux pleurent et désobéissent. Plus tard, Achille retourne au combat et les exhorte de venger Patrocle. Xanthos lui répond en baissant la tête et en laissant pendre sa crinière, tandis qu'Héra vient de le douer de la parole humaine. Il annonce qu'il ne peut rien changer au destin d'Achille et lui rappelle sa mort prochaine et son destin d'être tué par « un Dieu et un homme ».

### Disparition
Après la disparition de Patrocle, Zeus, ayant vu les chevaux pleurer, plaint ces êtres immortels pour les malheurs qu'ils ont vécus chez les hommes, et ne tolère pas qu'Hector puisse les récupérer. Il les dote d'une fougue qui leur permet de ramener Automédon sain et sauf. 
Le dieu Poséidon récupère finalement ces chevaux.

## Interprétations
Ces deux chevaux sont comparés au vent pour leur rapidité : « Automédon sous le joug lui amène ses chevaux rapides, Xanthos et Balios, qui volent avec les vents ». Cela renvoie à leur enfantement par une harpie, créature féminine ailée, et par le vent Zéphyr. Bernard Sergent cite une tradition grecque voulant que le vent du Nord puisse féconder les juments, celles d'Érichthonios l'étant ainsi par Borée.

### Thèmes indo-européens
Bernard Sergent a relevé de nombreux points de comparaison entre la geste héroïque d'Achille et celle de Cúchulainn, en effet, les attributs « hors du commun » des deux héros, à savoir la lance, le char attelé et le bouclier, remontent à la plus haute Antiquité et dans les deux cas seuls leurs possesseurs légitimes peuvent les utiliser. Il postule l'existence de thèmes indo-européens fondamentaux. Pour Claude Sterckx et Frédéric Blaive, seul un héritage commun peut expliquer ces ressemblances.
Les deux paires de chevaux de char sont nommées d'après leur robe, ce qui vraisemblablement devait être fréquent dans l'Antiquité. Ces robes s'opposent : Xanthe et Balios sont respectivement alezan et tacheté, Liath Macha et Dub Sainglend gris et noir rayé à la tête blanche. Dans les deux cas également, les ennemis de leurs maîtres cherchent vainement à s'emparer des chevaux, à la différence que Liath Macha et Dub Sainglend s'échappent de leur propre volonté, tandis que pour Xanthe et Balios, un dieu doit intervenir. 

#### Rapport avec les éléments naturels
Ces quatre chevaux dévolus à la traction d'un char et possèdent un rapport étroit avec l'eau : ils sont un cadeau de Poséidon et « retournent à la mer » quand le Dieu finit par les récupérer après la mort du héros chez les Grecs, tandis que Liath Macha finit par se jeter dans un lac chez les Celtes. De plus, leurs cochers ont eux aussi un rapport avec l'eau. La métaphore du vent et de l'oiseau est présente dans les deux gestes héroïques pour désigner les chevaux.

#### Don de prophétie
Henri d'Arbois de Jubainville a souligné, en 1899, que Xanthe et Liath Macha possèdent tous deux des dons de prophétie. Si le cheval gris de Cúchulainn ne parle pas, à l'approche de la mort de son maître, il refuse de se laisser atteler et pleure des larmes de sang. Finalement, tous acceptent de partir au combat, mais à contrecœur, sachant quel destin funeste les attend.
Dans l'épopée irlandaise, le don de prophétie de Liath Macha appartient au merveilleux naturel, cet animal étant de nature divine, ce qui fait supposer à Bernard Sergent que le récit est plus ancien que le Grec. La parole du cheval d'Achille, pourtant divin, requiert l’intervention d'Héra.
Pour Jean Haudry, ce don de prophétie est lié à la nature solaire des deux chevaux d'Achille, qui comme le Soleil lui-même, voient tout et savent tout.

## Réception

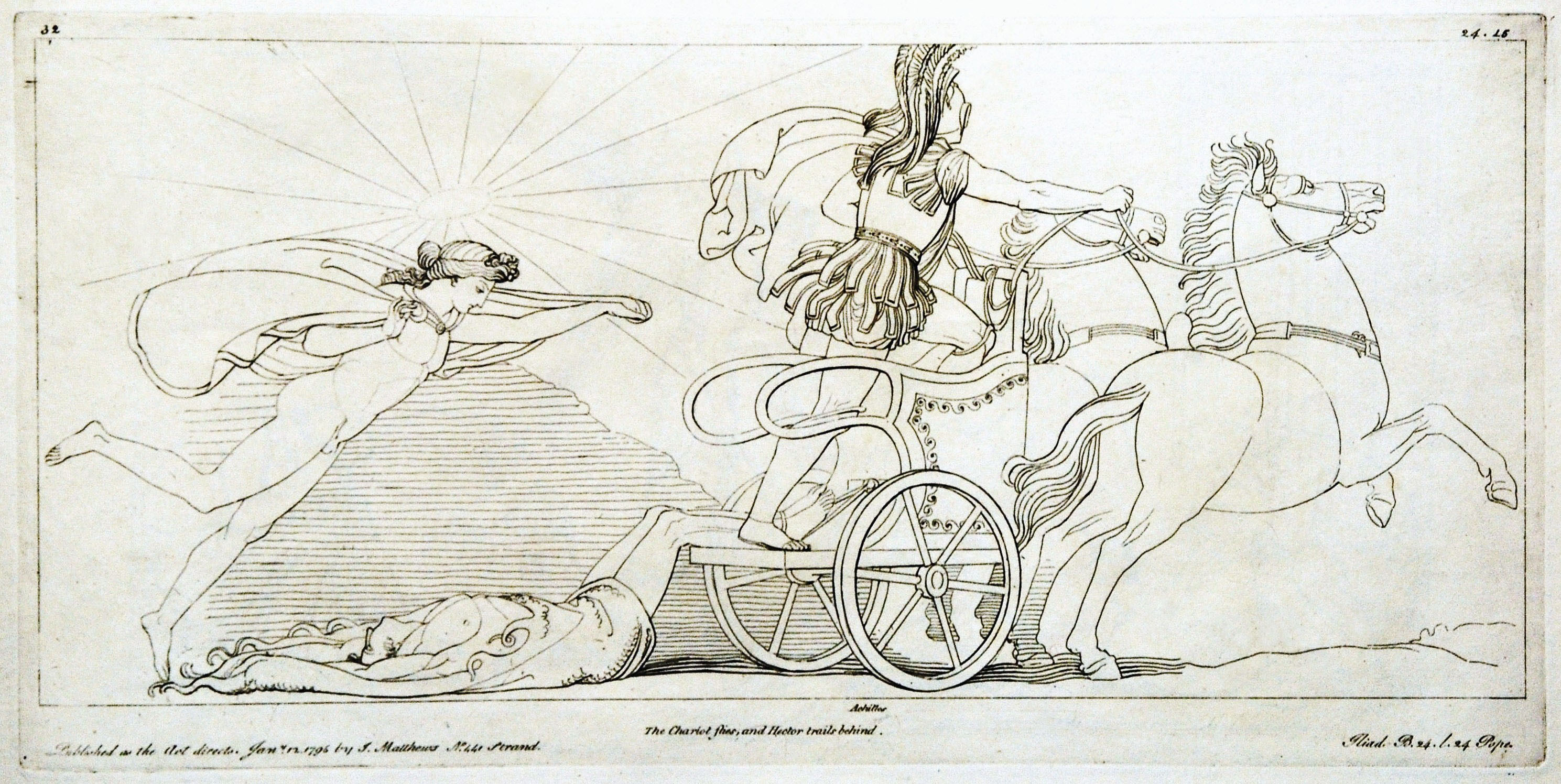
Gravure (1795) de Tommaso Piroli d'après un dessin (1793) de John Flaxman.

En 1868, Henri Regnault peint Automédon ramenant les coursiers d'Achille des bords du Scamandre, désormais conservée au Museum of Fine Art de Boston ; une esquisse se trouve au musée d'Orsay. Xanthe et Balios y sont d'une robe différente de celle que leur attribue Homère.

### Sorces antiques
- Pseudo-Apollodore, Bibliothèque [détail des éditions] [lire en ligne] (III, 170).
- Pseudo-Euripide, Rhésos [détail des éditions] [lire en ligne] (v. 184).
- Homère, Iliade [détail des éditions] [lire en ligne] (XVI, 148 ; XVII, 426).
- Oppien de Syrie, Cynégétiques (I, 225).
- Quintus de Smyrne, Suite d'Homère [détail des éditions] [lire en ligne] (III, 743 ; VIII, 28 ; VIII, 155 ; IX, 215).